# Wes Funk
Wes Funk (* 18. Februar 1969 in Mayfair, Saskatchewan; † 9. Oktober 2015 in Edmonton, Alberta) war ein kanadischer Fernsehmoderator und Schriftsteller.

## Leben
Funk wuchs in Kanada in einer mennonitischen Familie auf. Als Fernsehmoderator war er in der Shaw-TV-Sendung Lit Happens tätig. Funk verfasste als Autor mehrere Werke. Er war in der Saskatchewan Writers Guild und der Saskatoon Writers Coop aktiv und hielt Vorträge über Self-Publishing und Marketing.

## Auszeichnungen
- Bookie Award 2013, CBC Books für Cherry Blossoms.[1]

## Werke (Auswahl)
- Humble Beginnings. Art Bookbindery, Saskatoon 2006
- Dead Rock Stars. Selbstverlag, 2008, später: Your Nickel’s Worth Publishing, Regina 2012
- Baggage. Benchmark Press, Regina/Saskatoon 2010
- Cherry Blossoms. Your Nickel’s Worth Publishing, Regina 2012
- Wes Side Story: a Memoir. Your Nickel’s Worth Publishing, Regina 2015